# Neostomatoceras chalcidiformis
Neostomatoceras chalcidiformis är en stekelart som beskrevs av Girault 1920. Neostomatoceras chalcidiformis ingår i släktet Neostomatoceras och familjen bredlårsteklar. Inga underarter finns listade i Catalogue of Life.